# ويليام هاتش
ويليام هاتش (بالإنجليزية: William Hatch)‏ هو عالم عقيدة أمريكي، ولد في 2 أغسطس 1875 في كامدن في الولايات المتحدة، وتوفي في 11 نوفمبر 1972 في Randolph, New Hampshire ‏ في الولايات المتحدة.